# Bardo

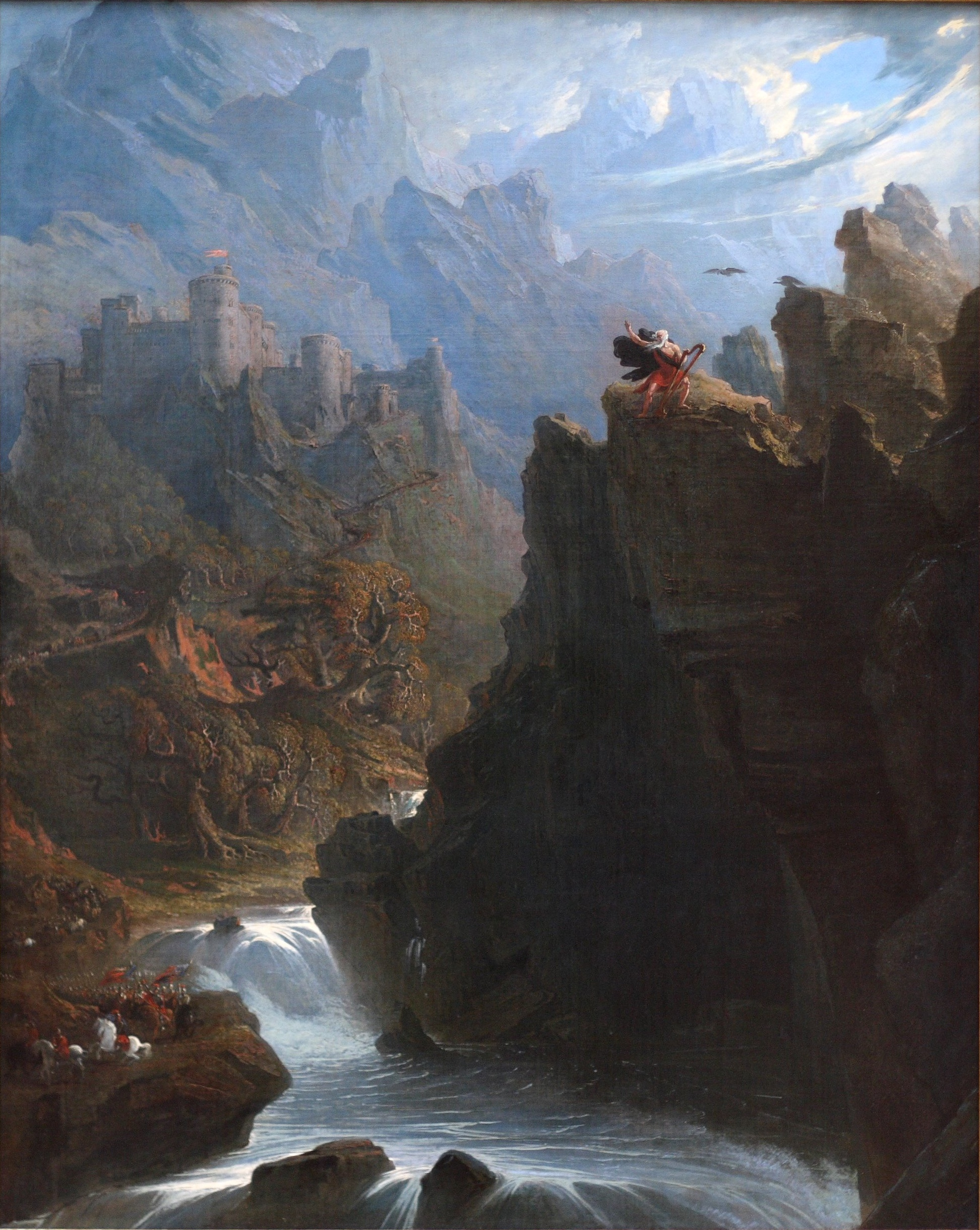
O Bardo (c. 1817), de John Martin

Nas culturas celtas, um bardo é um contador de histórias profissional, criador de versos, compositor de música, historiador oral e genealogista, empregado por um patrono (como um monarca ou chefe) para comemorar um ou mais ancestrais do patrono e elogiar as próprias atividades do mesmo.
Com o declínio de uma tradição bárdica viva no período moderno, o termo se afrouxou para significar um menestrel ou autor genérico (especialmente um famoso). Por exemplo, William Shakespeare e Rabindranath Tagore são respectivamente conhecidos como "o Bardo de Avon" (muitas vezes simplesmente "o Bardo") e "o Bardo de Bengala". Na Escócia do século XVI, tornou-se um termo pejorativo para um músico itinerante; no entanto, foi posteriormente romantizado por Walter Scott (1771–1832).